# Friedrich Ludolph von Westerholt-Gysenberg

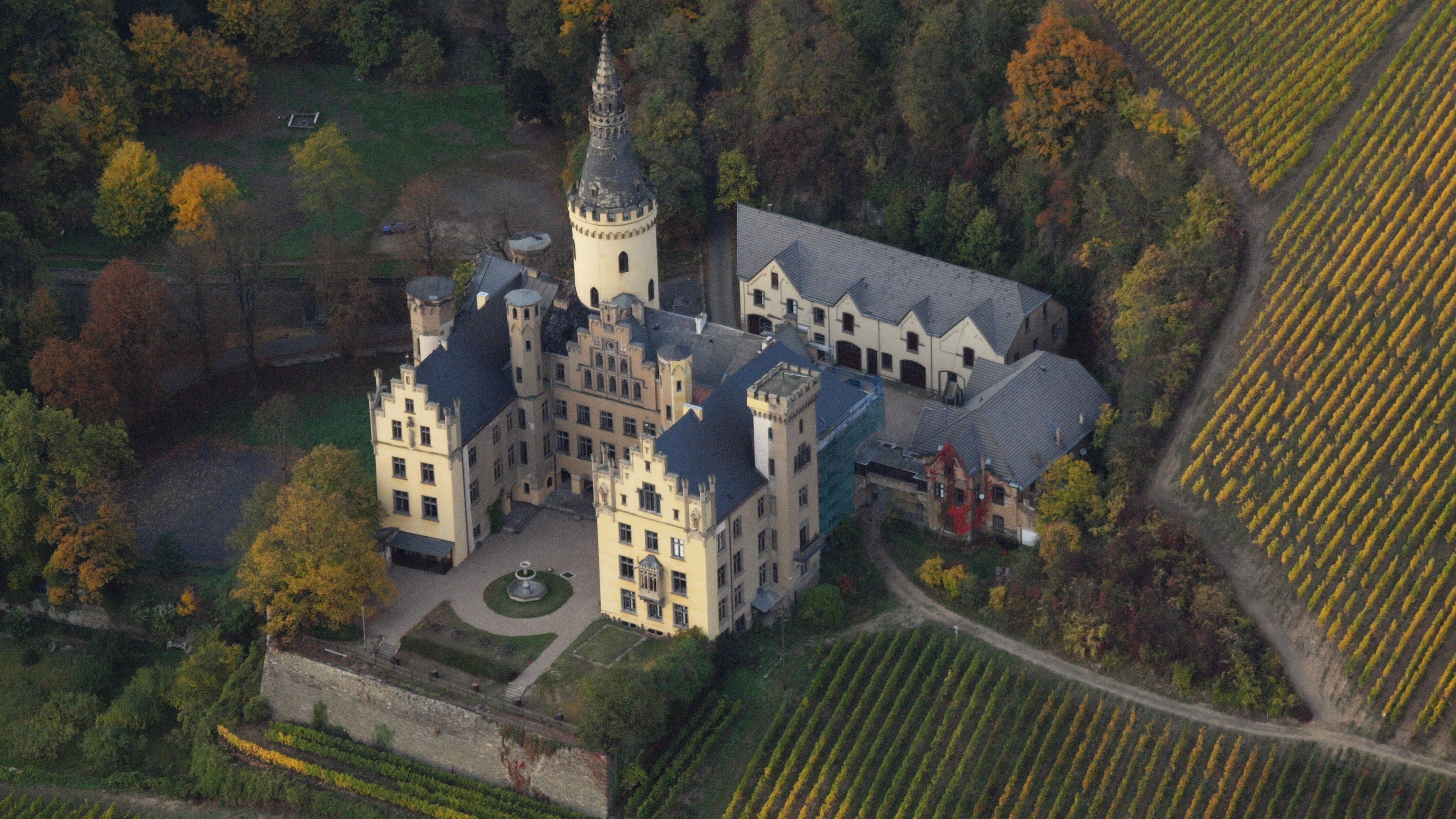
Schloss Arenfels, Luftbild

Friedrich Ludolf Gustav von und zu Westerholt-Gysenberg (1804–1869) war Begründer der Linie Westerholt-Arenfels durch Kauf und Umbau von Schloss Arenfels, wozu er durch das Vermögen seiner Frau Johanna Cornelia von Charlé in die Lage versetzt wurde. Er beauftragte den damaligen Dombaumeister Ernst Friedrich Zwirner mit der Umgestaltung von Schloss Arenfels in ein neugotisches Schloss.

## Schloss Arenfels
Um finanzielle Schwierigkeiten zu beheben, verkaufte die seit 1670 (Erzbischof Karl Kaspar von der Leyen) im Lehen stehende Familie von der Leyen Schloss Arenfels 1848 an den Reichsgrafen Friedrich Ludolf von Westerholt-Gysenberg. Er ließ die heruntergekommenen Gebäude ab 1849 instand setzen, um sich dort anschließend mit seiner Frau Johanna Cornelia von Charlé niederzulassen. Für die Bauarbeiten engagierte er 1849 den Kölner Dombaumeister Ernst Friedrich Zwirner, der die Anlage bis 1855 nach englischen und mittelalterlich-deutschen Vorbildern im Stil der Neugotik völlig umgestaltete. Das Geld für die Umgestaltung erhielt er von seiner Frau Johanna Cornelia von Charlé. Die umfassende Veränderung war eigentlich gar nicht im Sinne des Bauherrn, der zu Beginn nur die Sanierung des Renaissanceschlosses im Sinn hatte. Doch Zwirner gelang es immer wieder, den Bauherren von seinen Plänen der weitreichenden Umgestaltungen zu überzeugen.
Die zu Beginn veranschlagten Kosten von 30.000 Talern waren am Ende auf 135.000 Taler angewachsen. Obwohl Schloss Arenfels heute zu den herausragenden Beispielen der rheinischen Neugotik gezählt wird, zeigt ein Zitat Ludolf Friedrichs von Westerholt-Gysenberg, dass Zwirners Bauwerk bei ihm nicht auf uneingeschränkte Gegenliebe stieß: „Um das unwiederbringlich zerstörte Renaissanceschloss wird es schade sein! Nur dass viele Kunst-Banausen das Schloss schön finden, gibt mir etwas Trost.“